# 페테르 사간
페테르 사간(슬로바키아어: Peter Sagan, 1990년 1월 26일~)은 슬로바키아의 자전거 경기 선수로 현재 팀 토털에너지스 소속을 활동하고 있다. 도로 사이클 선수로 전향하기 이전, 사이클크로스와 산악자전거 종목의 선수로 청소년 시절을 보냈고, 2008년 청소년 세계 선수권 대회에서 우승한 이력이 있다. 사간은 20대 초반의 나이에 많은 대회에서 우승하며 젊은 자전거 선수로서 촉망받았다. 그는 파리-니체 2개 구간, 티레노-아드리아티코 3개 구간, 투르 드 로만디 1개 스테이지, 투르 드 폴로뉴 2개 스테이지 및 종합 우승, 투어 오브 캘리포니아 11개 스테이지, 투르 드 쉬스 8개 스테이지, 지로 디 사르디냐 3개 스테이지 및 종합 우승 등의 성적을 내며 세계적인 관심을 얻게 되었다.
그는 그랜드 투어 7개 구간에서 우승을 차지했다. 부엘타 아 에스파냐3개 구간, 투르 드 프랑스 4개 구, 2012, 2013, 2014년 투르 드 프랑스 포인트 우승을 한 적이 있다. 또 프레디 마르턴스 다음으로 프로 데뷔 첫 3년간 가장 많은 우승을 한 선수가 되었다.

## 유소년기 및 아마추어 경력
사간은 체코슬로바키아 질리나에서 3남매 중 막내로 태어났다. 부모님이 작은 식료품 전문점을 운영하며 대부분의 시간을 생업으로 보냈던 관계로 그는 그의 누나에게 양육되었다. 그의 형 유라이 또한 프로 사이클 선수이며 틴코프-삭소 팀에서 활동하고 있다.
사간은 9세 때, 고향인 질리나 사이클 협회 소속의 작은 클럽에 가입하며 자전거를 타기 시작했다. 소년 시절에는 산악 자전거와 도로 사이클을 모두 탔다. 테니스화와 티셔츠 차림으로 자전거를 타거나 순수 물만 마시고 자전거를 타는 등, 이미 알려진 것처럼 파격적인 라이딩 스타일을 보여주었다. 그는 누나에게 빌린 자전거로 슬로바키아컵 대회에 나타나 큰 관심을 받은 적이 있다. 실수로 자신의 자전거를 팔아버렸는데, 스폰서인 벨로스프린트에게 제 시간으로 자전거를 제공 받지 못했기 때문이었다. 성능이 떨어지는 브레이크 및 변속 장치가 달려있는 시장용 자전거임에도 불구하고 그는 대회에서 우승하였다.

## 프로 선수 경력

### 2009
사간을 슬로바키아 외곽의 컨티넨탈 프로(2부)에 속한 두클라 트렌신 메리다 팀을 통해서 처음 프로 선수 활동을 하였다. 그는 2008년 이탈리아의 발디솔레에서 열린 세계 청소년 산악자전거 선수권 대회에서 우승하였다. 그 해, 이탈리아의 트레비소에서 열린 청소년 사이클크로스 세계 선수권 대회와 청소년 파리-루베 경기에서 2위를 기록하였다.
사간은 프로 투어 팀인 퀵스텝의 도로 테스팅에 참가하였지만 계약에는 실패하였다. 그는 깊은 좌절에 빠져 도로 사이클을 그만두려 하였지만, 그의 가족이 다시 도전할 것을 권하여 리퀴가스-도이모 팀에 입단하였다. 리퀴가스의 스포츠 이사 스테파노 차나타는 2년간(2010-2011) 캐논데일의 산악자전거를 타는 조건으로 사간과 계약하였다. 2010년 4월, 계약이 2012년으로 연장되었다. 리퀴가스의 닥터와 매니저들은 19세의 선수에게서는 볼수 없던 강력한 힘과 능력을 보여주는 사간의 테스트 결과에 놀라움을 금치 못했다. 훈련 캠프에 있는 동안, 그는 자전거를 다루는 힘과 능력으로 인해, 다른 선수들보다 많은 자전거를 파괴하였다. 그래서 "터미네이터"라는 별명을 얻었다.

### 2010
나는 제 2의 에디 메르크스는 되기 싫다. 최초의 페테르 사간이 되고 싶다.

리퀴가스 팀은 사간의 첫 프로 투어 경기를 2010년 1월에 열리는 투어 다운 언더로 결정하였다. 사간의 나이는 19세였다. 그는 두번째 스테이지 중 사고에 휘말렸지만, 팔과 허벅지를 17바늘이나 꿰멘채로 계속 달렸다. 퀸 스테이지가 될 윌룽가의 마지막 오르막에서는 카델 에반스, 알레산드로 발베르데, 루이스 레온 산체스와 함께 공격에 가담하였다. 네명의 선수는 추격 그룹을 피해 20km가 넘는 거리를 달려 산체스가 우승하였다.
사간은 2010 파리-니체 도로 경기에서 자신의 첫번째와 두번째 프로 투어 스테이지 우승을 기록하였다. 원래는 사간이 출전하게 되어있지 않았지만, 팀 동료인 마치에이 보나르의 쇄골 골절로 인해 참가하게 되었다. 대회 세번째 스테이지였던 오리악의 마지막 오르막에서 니콜라스 로슈를 곧바로 추격한 후, 로슈와 호아킴 로드리게스를 따돌리며 그의 첫 스테이지 우승을 획득하였다. 이 스테이지의 우승으로 사간은 그린 져지 포인트 종합 선두에 올랐다. 이틀 뒤, 다섯번째 스테이지인 엑-상-프로방스에서 단독 어택으로 그의 두번째 스테이지 우승을 획득하였다. 결승점을 3km 남겨둔 지점에서의 어택으로 마지막 가파른 언덕에서 펠로톤을 따돌리며 우승할 수 있었다. 그 외에도 사간은 두번째 스테이지 리모쥬에서 2위, 여섯번째 스테이지 뚜헤뜨-슈흐-루에서 3위를 하였다. 스테이지 순위 상위권과 스프린트 포인트로 2010년 대회의 그린져지를 획득하였다. 종합 순위 17위로 대회를 마쳤으며, 종합 우승자인 알베르토 콘타도르와의 시간차는 3분 21초였다. 알베르토 콘타도르는 이 젊은 슬로바키아 선수를 칭찬하며, 훗날 경기에서 라이벌이 될 것이라고 예상했다. 사간은 화이트 져지(영 라이더 포인트) 순위에서도 8위를 기록하였다.
2010 투어 오브 캘리포니아에 출전하여 종합 우승 경쟁자들을 제치며 다섯번째, 여섯번째 스테이지에서 우승하였다. 세번째 스테이지는 보니 둔 언덕에서 선두 그룹과 벌어져 17초 차이로 경기를 마쳤다. 두개의 스테이지 우승으로 종합 순위 3위까지 올라갔으며 포인트 져지도 획득하였다. 로스 앤젤레스에서의 일곱번째 스테이지인 타임 트라이얼 경기 전까지 종합 선두와 9초밖에 차이가 나지 않았다. 프롤로그 경기에서는 기록이 좋았지만, 일곱번째 스테이지의 타임 트라이얼 경기에서는 약간 기록이 좋지 않았다. 종합 선두와 1분 35초의 차이가 벌어진 채로 마지막 스테이지에 들어갔다. 마지막 스테이지에서는 주회 당 32.8km 코스의 마지막 주회에서 선두 그룹과 떨어졌지만 화이트 져지와 그린 져지를 모두 지켜냈다. 그는 종합 순위 8위로 대회를 끝마쳤다. 레비 라이파이머, 마이클 로저스, 데이빗 자브리스키, 크리스 호너, 옌스 보이트 등 유럽 펠로톤에서 가장 훌륭한 선수들에 뒤이은 순위였다. 사간은 2010 투르 드 스위스의 개막 프롤로그 경기에서 파비앙 칸첼라라와 불과 3초 차이로 4위를 기록하였다. 그러나 두번째 스테이지에서 11분 정도로 차이가 벌어졌으며, 그 다음 날에는 심각한 피로로 출전하지 못했다.
7월 동안 휴식을 취한 후, 시즌 후반 활동을 위해 복귀하여 여러 유럽 대회에서 좋은 성적을 거두었다. 그랑프리 사이클리스트 드 몬트리올 대회에서는 2위를 하였다. 오스트레일리아 질롱에서 열린 세계 선수권 대회에 슬로바키아 대표로 참가하였으나 장거리의 경기에서 큰 성과는 거두지 못했다. 그는 시즌 막바지에 파리-투르와 지로 디 롬바르디아 등의 대회에 참가할 예정이었으나, 장의 문제로 인해 참가하지 못하거나 좋지 못한 성적을 거두었다.

### 2011
사간은 2011년에도 계속 같은 팀을 유지하였으며, 팀명은 리퀴가스-캐논데일 팀으로 변경되었다. 2010년 12월, 훈련 캠프에서 그는 2011 시즌의 첫번째 목표를 밀란-산 레모 대회로 정했다고 밝혔다.
시즌이 시작되고 몇 이탈리아의 일일 경기에서 좋은 성적을 거두었다. 실질적인 시즌은 지로 디 사르데냐 대회에서 시작되었다. 다섯개의 스테이지 중 세개의 스테이지에서 우승하였으며 종합 우승과 포인트 종합 우승도 거두었다. 접전을 펼친 호세 세르파와의 종합 기록은 3초 차이였다.
투어 오브 캘리포니아에서는 다섯번째 스테이지에서 우승하였으며, 이 대회에서의 그린 져지 포인트 종합 우승을 2년 연속 획득하였다.
6월에는 투르 드 스위스의 일부 경기에 참가하였으며, 개막 프롤로그 경기에서 3위를 기록하였다. 그 후 산악 구간인 세번째 스테이지에서 그는 다재다능한 면을 보였는데, 그로스 샤이덱의 내리막에서 다미아노 쿠네고를 따라잡고 질주하여 우승을 하였다. 사간은 8 스테이지 전, 산악 피니쉬가 포함된 두 개의 평지 스테이지 경기에서 포디엄에 올랐다. 8 스테이지는 번치 스프린트에서 우승하였다. 이 승리로 그는 또 다른 포인트 져지인 영 슬로바키아 라이더를 지켰다.
그는 부엘타 대회를 준비하기 위해 투르 드 폴로뉴에 참가하였다. 네번째 스테이지 후까지 리더 져지를 지켰으며, 다섯번째 스테이지에서 우승하였다. 여섯번째 스테이지는 힘들게 끝마쳤으며 대니얼 마틴에게 져지를 빼앗겼다. 하지만 마지막 스테이지에서 중간 스프린트로 획득한 보너스 시간과 스테이지 2위 기록으로 져지를 되찾으며 포인트 우승을 하였다.
사간은 부엘타 아 에스파냐를 첫 그랜드 투어 출전 계획으로 잡았다. 그는 대회에서 3개 스테이지 우승을 거두며 실망시키지 않았다. 6 스테이지 마지막 내리막에서 가속을 위해 몸을 웅크린 채로 주행하며 소규모인 선두 그룹의 분리를 유도하였다. 세명의 팀 동료가 이 공격에서 살아남았으며, 함께 살아남은 모비스타 팀의 파블로 라스트라스 가르시아는 불리한 상황이 되었다. 사간은 그대로 스프린트하여 스테이지에서 우승하였다. 사간은 12 스테이지에서도 우승하였다. 그의 다음 목표였던 마지막 스테이지 마드리드 코스는 두 라이벌인 다니엘 베나티와 알레산드로 페타끼의 접전을 펼치는 사이에 우승할 수 있었다.

### 2012
사간은 투어 오브 오만에서 스테이지 우승과 포인트 우승을 차지하며 순조롭게 시즌을 시작하였다. 티레노-아드리아티코에서는 네번째 스테이지 우승과 빈센조 니발리의 종합 우승을 위한 핵심적인 역할을 수행하였다. 사간은 클래식 경기들에서도 좋은 성적을 이어갔다. 밀란-산 레모에서 4위, 겐트-베벨겜에서 2위, 3일간의 드 판느에서 스테이지 우승, 투어 오브 플랜더스에서 5위, 암스텔 골드 레이스에서 3위를 하였다.
투어 오브 캘리포니아의 첫번째 스테이지에서는 7km를 남기고 자전거에 펑크가 발생하였다. 그는 속히 그룹으로 돌아왔으며, 3km를 남기고 발생한 사고에도 휘말리지 않고 계속 달렸다. 팀 동료인 대니얼 오스가 결승선 부근까지 그를 이끌어주었으며, 그는 라이벌들을 제치고 스테이지에서 우승하였다. 다음 날, 산타 크루즈에서 열린 두번째 스테이지에서도 우승하였다. 엠파이어 그레이드 언덕에서 사고에 휘말렸다가 팀 그룹으로 복귀하였다. 팀 동료들의 도움을 받으며 결승선을 수백미터 남겨둔 코스의 마지막 코너까지 달렸다. 첫번째로 코너를 빠져나온 사간은 1위를 기록하였고, 대회에서 2개 스테이지 연승을 기록하였다. 세번째 스테이지에서는 하인리히 하우슬러(가민-바라쿠다)를 간발의 차로 이기며 스테이지 3연승을 이어갔다. 그리고 네번째 스테이지에서도 또 우승하였다. 8번째이자 마지막 스테이지였던 로스 앤젤레스 코스도 우승하며 대회에서 5승을 거두었으며 스프린터 져지도 획득하였다. 투어 오브 캘리포니아 대회의 누적 8승으로 종전의 기록을 갈아치웠다. 종전 기록은 오메가마르마-퀵스텝 팀의 레비 라이파이머의 6승이었다.

나는 그와 같은 선수를 본 적이 없다. 그 누구도 생각나지 않는다. 그는 처음 보는 유형의 선수다. 그는 자기가 원한다면 승리할 수 있다. 그래서 그에게 모든 걸 기대할 수 있다. 어떤 것이든 말이다. 언젠가 그가 투르 드 프랑스에서 우승한다면, 나에겐 놀라운 일이 아닐 것이다. 그를 주목해야 한다.

사간은 월드 투어 경기인 투르 드 스위스에서 4승 및 포인트 져지를 획득하며 다시 한번 실력을 입증하였다. 그는 매우 놀라운 경기결과를 보여주며 대회를 시작했는데, 7.3km 코스의 개막 프롤로그 경기에서 현지(스위스) 최고의 타임 트라이얼 주자인 파비앙 칸첼라라(래디오섁-닛산)를 4초 차이로 이겼다. 2번째 스테이지는 산악 구간이었던 관계로 좋은 성적은 내지 못했다. 그러나 세번째 스테이지에서는 다시 우승하였는데, 두명의 선두를 추격그룹이 결승선 수킬로미터를 남기고 잡히면서 아슬아슬한 결과를 보여주었다. 마지막 코너의 노면은 젖어있었고 사간의 발이 페달에서 이탈하는 상황이 발생하였지만, 곧바로 오리카-그린엣지의 베이든 쿡을 따라잡았다. 이 스테이지로 사간은 스프린터 져지도 획득하였다. 그 다음날 또한 비가 오는 날씨였으며, 스테이지 우승을 추가하여 4일간 3승을 거뒀다. 네번째 스테이지에서는 결승을 350m 남겨두고 BMC 레이싱 팀의 마커스 버가트가 스프린트를 시작하였다. 사간은 팀 동료를 제치고 나와 버가트의 뒤에 바짝 붙은 뒤, 그를 따라잡고 우승하였다. 사간은 팀 동료들, 특히 모레노 모세르에게 영광을 돌렸다. "경기가 끝날 때까지 매 공격을 막아주고, 내가 스프린트 할 수 있도록 도와주었다. 특히 모레노에게 감사하며 조만간 보답하고 싶다"라고 말했다. 6 스테이지에서도 우승하였다. 이 스테이지는 스프린터들에게 유리한 코스였다. 비쇼프스첼의 마지막 구간은 로터리나 좁은 코너 등 도심지역의 장애물들 많았지만, 시간은 가장 선두를 유지하였다. 200미터를 남긴 지점, 작은 돌들로 구성된 코블구간의 왼쪽 코너를 전속력으로 지났다. 그는 오리카-그린엣지의 마이클 알바시니의 왼쪽으로 빠져나오며 펜스에 부딪히기도 하였지만, 그대로 질주하여 우승하였다. 매우 근접했던 상황에 대해 질문을 받자 슬로바키아어로 이렇게 답했다. "결승선 부근은 직진 코스가 아니었다. 공간을 찾을 방법을 생각해야했다."
투르 드 프랑스 대회에 앞서 사간은 리퀴가스의 회장 파올로 자니와 내기를 하였다. 2개의 스테이지 우승과 그린 져지를 획득하면 자니가 포르쉐를 사주겠다는 것이었다. 사간은 프롤로그 스테이지의 몇 코너 구간에서 시간을 잃으며 53위를 했다. 그는 세랭에서 열린 첫번째 스테이지에서 우승하였다. 결승 1km 정도 남은 지점까지 파비앙 칸첼라라와 함께 브레이크 어웨이 형성하였다. 마지막에 칸첼라라와 에드발트 보아손 하겐을 제치고 작은 언덕 정상의 골인 지점을 가장 빨리 통과하였다. 사간의 SRM 자료에 의하면 칸첼라라와 함께 움직이던 마지막 1.5km 구간에서, 칸첼라라를 놓치지 않기 위해 2분 20초간 120RPM의 케이던스와 493와트의 평균 파워를 냈다. 결승점에서는 1236w의 파워를 뿜어냈고, 마지막 200미터 동안에는 970와트의 평균 파워를 냈다. 3번째 스테이지에서는 볼로뉴-쉬르-메르의 마지막 4등급 오르막 정상에서 스프린트하여 우승하였다. 700미터의 오르막 경사구간 끝에 위치한 결승선을 통과하며, 포레스트 검프의 뛰는 모습을 연상시키는 세레모니를 하였다. 번치 스프린트에 유리하며 메츠에서 끝나는 코스였던 6 스테이지에서도 우승하였다. 그는 스프린트에 특화된 로또 벨리솔의 안드레 그라이펠과 오리카 그린엣지의 메튜 고스를 자전거 한대 길이보다 약간 더 긴 차이로 제쳤다. 그는 산악 스테이지인 14 스테이지에서 "가장 공격적인 선수"를 수상하였고, 3개 스테이지 우승 및 그린 져지를 획득하며 투르 드 프랑스를 마쳤다. 리퀴가스 회장과의 포르쉐 내기에서도 이겼다.

### 2013
그는 한 세대에 한 번 나올만한 선수다. 그는 매우, 매우 훌륭하다. 그는 우리를 하수처럼 보이게 만들어버린다.

2013년, 사간의 팀은 캐논데일로 이름이 변경되었다. 8년간 지속된 리퀴가스와의 스폰서쉽이 끝났기 때문이었다. 시간은 투르 드 샌 루이스에서 시즌을 시작하였다. 마지막 스테이지에서는 우승할 뻔 하였지만, 마티아 가바치를 이어 2위로 끝마쳤다. 투어 오브 오만의 두번째 스테이지에서 시즌 첫 승을 올렸다. 사간은 마지막 구간에서 추격 그룹으로부터 뛰쳐나와 선두 그룹에 합류하였고, 개인의 승리를 올리기 위해 노력하였다. 그는 다음날 세번째 스테이지에서도 우승하였다. 2012년의 두번째 스테이지와 동일한 코스였다. 다섯번째 스테이지가 시작하기 전 기관지염으로 인해 대회를 포기한다고 발표하였다. 복귀 후 첫 경기인 그란 프레미오 치타 디 카마이오레에서 12명의 그룹에서 스프린트하여 우승하였다. 그는 스트라데 비앙케에서 2위를 하였고, 팀 동료인 모레노 모저가 1위를 하였다. 사간은 모저의 우승을 돕기 위해 뒤 이은 브레이크 시도들을 차단하였다. 결국 캐논데일의 선수들이 1, 2위를 하였다. 사간은 티레노-아드리아티코의 세번째와 여섯번째 스테이지에서도 우승하였다. 세번째 스테이지에는 비가 내렸다. 결승선 부근 작은 언덕에서 그의 팀은 가속을 하였고, 이후 사간은 마크 캐번디시와 안드레 그라이펠을 제치고 나오며 우승하였다. 6 스테이지에서는 30% 경사도 오르막 구간에서 살아남은 후, 과거 팀 동료인 빈센조 니발리와 호아킴 로드리게스와 함께 브레이크어웨이를 하였다. 그는 두 선수를 제치고 우승하였다.
사간은 밀란-산 레모에서도 치열한 경쟁을 하며 훌륭한 모습을 보여주었지만, MTN-큐베카의 제랄드 치올렉에 밀려 2위를 하였다. 혹한으로 인해 90km로 단축된 겐트-베벨겜 경기에서도 우승하였다. 사간은 10명의 그룹에서 뛰쳐나와 마지막 4km를 단독으로 질주하였다. 결승선을 통과하며 윌리를 선보였다. 이틀 뒤, 사간은 3일간의 드 판느에서 훌륭한 모습을 보여주었다. 첫번째 스테이지 마지막, FDJ의 아르노드 드마레보다 앞에서 스프린트를 하다가 아주 미세한 차이로 승리하였다. 드마레는 사간이 마지막 몇 미터 구간에서 규정을 위반하였다고 항의하였지만, 사간의 승리는 번복되지 않고 그대로 유지되었다. 투어 오브 플랜더스에서는 파비앙 칸첼라라, 위르겐 로엘란츠와 브레이크 어웨이를 한 후 2위를 기록하였다. 칸첼라라는 마지막 오르막인 파테르베르그에서 어택을 하여 사간을 떨어뜨리고 독주하여 우승하였다. 사간은 시상대에서 포디엄 걸의 엉덩이를 만져 논란을 일으켰다. 언론으로 통해 비난을 받고 다음날 사과하였다. Brabantse Pijl 경기의 시작 전 서명 행사에서 포디엄 걸(마야 레이에)에게 꽃다발을 주며 사과하였다. 그리고 경기의 막판, 그레그 반 에버멧의 공격을 추격한 후, 우승하였다. 필립 질베르만 따라올 수 있었고, 마지막 스프린트에서는 사간이 앞섰다. 그의 다음 우승은 5월에 열린 투어 오브 캘리포니아의 세번째 스테이지였다. 치열한 스프린트 속에서 긴 거리를 움직인 사간은 마지막 순간 도로의 오른쪽으로 파고 들며 마이클 매튜를 따라잡았다. 그는 산타 로사에서 열린 마지막 스테이지에서도 우승을 하며 4년 연속 포인트 선두 져지를 획득하였다.
투어 오브 스위스의 3번째 스테이지에서 사간은 여전히 최고의 오르막 능력을 가지고 있을 보여주었다. 1등급 산악을 오른 후, 좁고 젖은 마지막 내리막에서 사간은 루이 코스타, 로만 크루이거, 마티아스 프랭크와 함께 선두 그룹을 유지하였다. 남은 거리동안 네명은 그대로 유지되었고, 그 중 사간이 우승을 하였다. 평지 위주의 코스이자 스프린터들에게 유리했던 8 스테이지에서도 우승을하며 포인트 우승을 확고히 하였다. 최고의 선수인 다니엘 베나티, 필립 질베르도 제쳤다. 그는 3회 슬로바키아 로드 챔피언쉽에서도 우승하며, 져지에 국가 엠블럼을 부착하고 투르 드 프랑스에 출전하는 영광을 누렸다. 투르 드 프랑스에서는 2위만 여러번 하다가 7 스테이지 알비에서 첫 승을 올렸다. 2등급 산악인 콜 드 라 크로 드 무니스에서 그의 팀은 스프린터들을 방어하였다. 그는 그룹에서 뛰쳐나와 존 데겐콜브를 제치며 우승하였다. 사간은 파리까지 그린 져지를 유지하였으며, 승리의 의미로 수염을 녹색으로 염색하였다. 그리고 그는 USA 프로 사이클링 챌린지에서 4개 스테이지 우승, 투어 오브 앨버타에서 2개 스테이지 우승 및 두 대회에서 스프린트 포인트 우승을 차지하였다. 퀘벡 사이클리스트 그랑프리에서는 아쉬운 모습을 보였다. 마지막 언덕들 중 한 곳에서 강하게 가속하는 모습이 보였지만 결승선에는 보이지 않았다. 이틀 뒤, 몬트리올 사이클리스트 그랑프리에서 이 아쉬움을 보상하듯 우승하였다. 결승선을 5km 남겨두고 선두그룹에서 뛰쳐나온 후, 그대로 단독 주행하여 우승하였다.
사간은 그의 선수생활 최초로 슬로바키아 올해의 운동선수로 선정되며 성공적인 2013년을 보냈다.

### 2014
사간은 투르 드 샌 루이스에서 2014 시즌을 시작하였다. 마지막 스테이지에서 2위를 하였다. 그리고 두바이 투어에 출전하였으며, 마르셀 키텔에게 두 차례 밀려 2위와 3위를 기록하였다. 스트라데 비앙케에서는 미칼 크비앗코스키에게 밀려 다시 2위를 하였다. 결승선을 21km 남기고 두 선수가 어택을 하였고, 마지막 오르막에서는 크비앗코스키가 더 강력한 모습을 보였다. 티레노-아드리아티코에서는 1개 스테이지 우승과 포인트 우승을 차지하였다. 밀란-산 레모는 선호하는 경기 중 하나임에도 불구하고 10위에 그쳤다. E3 하렐베케에서 우승하였고, 겐트-베벨겜에서는 3위를 하였다. 그 다음으로 투어 오브 플랜더스에서의 첫 우승을 노렸지만 16위에 그쳤다. 그 다음 주, 파리-루베에서는 6위를 하였다. 투어 오브 캘리포니아에서는 7 스테이지 우승과 5년 연속 스프린트 포인트 우승을 하였다. 투르 드 프랑스의 첫 주에는 우승은 하지 못하였지만, 7개의 스테이지에서 연달아 5위 이내의 순위를 기록하였다. 1914년 찰스 펠리시에가 8개의 스테이지에서 연달아 5위 이내를 기록한 이후, 처음이었다. 7 스테이지에서는 치열한 스프린트 경쟁이 펼쳐졌으며, 마테오 트렌틴에게 아주 미세한 차이로 패하였다. 사간은 투르 드 프랑스에서 총 63개 스테이지에 출전하였으며, 이 중 58개의 스테이지에서 그린 져지를 유지하였다. 아무도 포인트 져지를 입지 못하는 개막 스테이지를 제외하면 60개 스테이지 중 58개 스테이지에서 그린 져지를 유지한 것이다. 또한 26개의 스테이지에서 5위 이내를 기록하였다.
8월 초, 사간과 그의 형 유라이 사간은 틴코프-삭소와 2015년부터 3년간의 계약을 하였다. 그는 350만 유로의 연봉을 받을 것으로 예상된다.
사간은 클래시카 산 세바스찬에 참가하였지만 중도 포기하였다. 부엘타 아 에스파냐에서는 힘든 첫 주를 보냈고, 8 스테이지에서 3위를 하였다. 더 이상의 포디엄 기록은 없었고, 14 스테이지에서 중도포기하였다. 9월 16일, 코파 베르노키 대회로 복귀하여 팀 동료 엘리아 비비아니의 우승을 위해 리드-아웃 역할을 하였다. 11월, 사간은 새로운 팀인 틴코프-삭소의 단합대회로 킬리만자로를 등반하였다.